# 백제고분제
백제고분제는 백제초기 건국 온조왕부터 개로왕까지 493년에 이르는 고도 위례성의 찬란한 문화와 예술을 꽃피운 백제전기왕들의 신령께 제를 드리는 행사로 석촌동 백제초기 적석총(사적 제243호)에서 개최한다.
백제의 지역에 꽃피웠던 영광과 번영을 기리고 후대에 길이 계승시키기 위해 1988년 10월부터 매년 고분제를 개최하여 왔으며, 1996년부터는 격년제로 개최하고 있다.
제례 진행순서는 참신례, 강신례, 전폐례, 초헌례, 아헌례, 종헌례, 사신례, 음복례, 망료례, 분향 순이며 1부는 식전문화행사, 2부는 제례, 3부는 식후 문화행사 순으로 진행된다.